# 1996 RE4
1996 RE4 är en asteroid i huvudbältet som upptäcktes den 10 september 1996 av Beijing Schmidt CCD Asteroid Program vid Xinglong-observatoriet.
Asteroiden har en diameter på ungefär 6 kilometer.